# Classifica di presenze in Serie B
Di seguito è riportata la classifica dei 50 calciatori che nella storia della Serie B del campionato italiano di calcio hanno totalizzato più presenze. L'elenco tiene conto dei campionati a partire dalla stagione campionato 1929-1930, compresi i campionati disputati a più gironi (1933-1934, 1934-1935, 1946-1947 e 1947-1948), ma non il campionato di Serie B-C Alta Italia 1945-1946. In grassetto sono riportati i calciatori tuttora militanti in Serie B, in corsivo i calciatori attivi militanti in serie diversa.
Elenchi aggiornati al 15 giugno 2025.

## Classifica generale
| Pos. |                                          | Nome                   | Presenze | Reti | Stagioni | Periodo                                                                     | Squadre |
| ---- | ---------------------------------------- | ---------------------- | -------- | ---- | -------- | --------------------------------------------------------------------------- | --- |
| 1    | Italia (bandiera)                        | Luigi Cagni            | 485      | 5    | 16       | 1970-1980, 1981-1987                                                        | 256 Brescia, 229 Sambenedettese |
| 2    | Italia (bandiera)                        | Juri Tamburini         | 418      | 23   | 14       | 1998-2000, 2000-2012                                                        | 20 Cesena, 93 Vicenza, 63 Salernitana, 233 Modena, 9 Ascoli                                                                                      |
| 3    | Italia (bandiera)                        | Daniele Di Donato      | 413      | 8    | 13       | 1996-1997, 2001-2004, 2005-2007, 2007-2014                                  | 8 Torino, 101 Palermo, 77 Arezzo, 207 Ascoli, 20 Cittadella                                                                                      |
| 4    | Italia (bandiera)                        | Simone Rizzato         | 411      | 7    | 12       | 2003-2005, 2005-2006, 2008-2018                                             | 30 Torino, 21 Catanzaro, 41 Ancona, 153 Reggina, 153 Trapani, 13 Avellino                                                                        |
| 5    | Italia (bandiera)                        | Francesco Renzetti     | 405      | 3    | 13       | 2008-2014, 2015-2016, 2016-2021, 2022-2023                                  | 39 AlbinoLeffe, 140 Padova, 101 Cesena, 60 Cremonese, 47 Chievo, 18 Modena                                                                       |
| 6    | Italia (bandiera)                        | Davide Nicola          | 402      | 10   | 14       | 1993-2004, 2005-2008                                                        | 26 Fidelis Andria, 27 Ancona, 167 Genoa, 7 Pescara, 94 Ternana, 35 Torino, 28 Spezia, 18 Ravenna                                                 |
| 6    | Italia (bandiera)                        | Giacomo Zunico         | 402      | -    | 14       | 1981-1985, 1987-1990, 1991-1997, 1998-1999                                  | 82 Varese, 76 Catanzaro, 33 Parma, 178 Cosenza, 33 Brescia                                                                                       |
| 8    | Italia (bandiera)                        | Luigi Tonani           | 395      | 3    | 11       | 1963-1974                                                                   | 224 Catanzaro, 171 Arezzo |
| 9    | Italia (bandiera)                        | Federico Giampaolo     | 391      | 86   | 14       | 1992-1993, 1993-1998, 1999-2002, 2003-2007                                  | 29 Verona, 21 Palermo, 230 Pescara, 37 Genoa, 2 Salernitana, 22 Cosenza, 26 Modena, 24 Crotone                                                   |
| 10   | Italia (bandiera)                        | Massimo Rastelli       | 388      | 68   | 12       | 1988-1989, 1990-1997, 2000-2001, 2001-2002, 2003-2004, 2005-2006            | 24 Catanzaro, 222 Lucchese, 31 Piacenza, 32 Napoli, 40 Como, 38 Avellino                                                                         |
| 11   | Italia (bandiera)                        | Giovanni Udovicich     | 383      | 8    | 14       | 1957-1962, 1965-1968, 1970-1976                                             | 383 Novara |
| 12   | Italia (bandiera)                        | Federico Dionisi       | 381      | 118  | 12       | 2009-2013, 2014-2015, 2016-2018, 2019-2024                                  | 18 Salernitana, 108 Livorno, 151 Frosinone, 82 Ascoli, 22 Ternana                                                                                |
| 12   | Italia (bandiera)                        | Gennaro Ruotolo        | 381      | 25   | 12       | 1986-1989, 1995-2003, 2003-2004                                             | 70 Arezzo, 252 Genoa, 59 Livorno |
| 14   | Italia (bandiera)                        | Claudio Ottoni         | 380      | 6    | 14       | 1978-1979, 1980-1984, 1985-1994                                             | 29 Foggia, 83 Perugia, 85 Bologna, 183 Padova |
| 14   | Italia (bandiera)                        | Stefan Schwoch         | 380      | 135  | 12       | 1996-1998, 1999-2008                                                        | 38 Ravenna, 36 Venezia, 57 Napoli, 31 Torino, 218 Vicenza                                                                                        |
| 16   | Italia (bandiera)                        | Francesco Galeoto      | 378      | 6    | 12       | 1995-1998, 1998-2004, 2006-2008, 2009-2010                                  | 67 Palermo, 34 Salernitana, 77 Pescara, 78 Treviso, 33 Arezzo, 19 Genoa, 40 Messina, 30 Crotone                                                  |
| 17   | Italia (bandiera)                        | Luigi Marulla          | 377      | 13   | 15       | 1985-1997                                                                   | 101 Genoa, 30 Avellino, 246 Cosenza |
| 18   | Italia (bandiera)                        | Luigi De Rosa          | 373      | 13   | 15       | 1979-1983, 1984-1987, 1988-1993, 1994-1997                                  | 66 Bari, 77 Pescara, 230 Cosenza |
| 19   | Italia (bandiera)                        | Luigi Piangerelli      | 371      | 16   | 13       | 1992-1997, 1998-1999, 2002-2003, 2004, 2005-2010                            | 169 Cesena, 63 Lecce, 23 Fiorentina, 72 Brescia, 44 Triestina                                                                                    |
| 20   | Italia (bandiera)                        | Romano Perticone       | 369      | 6    | 15       | 2006-2007, 2008-2009, 2010-2011, 2011-2014, 2015-2023                       | 13 Verona, 71 Livorno, 14 Modena, 61 Novara, 50 Trapani, 57 Cesena, 10 Salernitana, 93 Cittadella                                                |
| 21   | Italia (bandiera)                        | Roberto Colacone       | 368      | 62   | 13       | 1996-1999, 2000-2001, 2001-2010                                             | 29 Foggia, 69 Lucchese, 1 Treviso, 4 Ravenna, 27 Como, 8 Vicenza, 19 Genoa, 60 Ascoli, 73 Modena, 11 AlbinoLeffe, 67 Ancona                      |
| 21   | Italia (bandiera)                        | Claudio Correnti       | 368      | 8    | 13       | 1960-1962, 1965-1966, 1967-1969, 1969-1975, 1976-1977                       | 44 Reggiana, 68 Bari, 256 Como |
| 23   | Italia (bandiera)                        | Stefano Pettinari      | 367      | 70   | 15       | 2010-2011, 2011-2016, 2017-                                                 | 100 Crotone, 22 Latina, 50 Pescara, 11 Vicenza, 14 Como, 58 Ternana, 35 Lecce, 35 Trapani, 11 Benevento, 31 Reggiana*                            |
| 23   | Italia (bandiera)                        | Luigi Riccio           | 367      | 25   | 10       | 2000-2002, 2003-2011                                                        | 15 Pistoiese, 34 Ternana, 16 Ancona, 231 Piacenza, 71 Sassuolo                                                                                   |
| 25   | Italia (bandiera)                        | Valerio Di Cesare      | 365      | 22   | 16       | 2004-2012, 2013-2017, 2017-2018, 2022-2024                                  | 11 Avellino, 16 AlbinoLeffe, 5 Catanzaro, 48 Mantova, 46 Vicenza, 49 Torino, 62 Brescia, 109 Bari, 19 Parma                                      |
| 26   | Italia (bandiera)                        | Francesco Zanoncelli   | 364      | 13   | 12       | 1988-1989, 1989-1998, 1999-2002                                             | 31 Monza, 52 Brescia, 68 Padova, 101 Ascoli, 26 Lecce, 35 Cagliari, 28 Genoa, 23 Crotone                                                         |
| 27   | Italia (bandiera)                        | Andrea Luci            | 362      | 11   | 11       | 2006-2013, 2014-2016, 2018-2020                                             | 32 Pescara, 102 Ascoli, 228 Livorno |
| 27   | Italia (bandiera)                        | Filippo Masolini       | 362      | 46   | 14       | 1986-1988, 1989-1999, 2002-2004                                             | 44 Modena, 46 Brescia, 53 Cesena, 84 Fidelis Andria, 36 Genoa, 58 Monza, 33 Triestina, 8 Torino                                                  |
| 29   | Italia (bandiera)                        | Alessandro Sgrigna     | 361      | 69   | 14       | 1999-2001, 2001-2003, 2005-2012, 2013, 2013-2015                            | 148 Vicenza, 5 Pistoiese, 20 Bari, 35 Triestina, 68 Torino, 17 Verona, 33 Carpi, 35 Cittadella                                                   |
| 30   | Italia (bandiera)                        | Matteo Ardemagni       | 360      | 109  | 14       | 2008-2011, 2012-2013, 2014-2016, 2016-2022                                  | 25 Triestina, 38 Cittadella, 16 Atalanta, 19 Padova, 59 Modena, 17 Carpi, 8 Spezia, 52 Perugia, 68 Avellino, 36 Ascoli, 7 Frosinone, 15 Reggiana |
| 30   | Italia (bandiera)                        | Filippo Cristante      | 360      | 9    | 13       | 1994-1998, 1998-2000, 2003-2005, 2006-2011                                  | 24 Cosenza, 43 Padova, 91 Ravenna, 57 Piacenza, 79 Mantova, 35 Ancona, 31 Portogruaro                                                            |
| 32   | Italia (bandiera)                        | Marino Defendi         | 357      | 22   | 13       | 2005-2006, 2008, 2009-2018, 2021-2023                                       | 31 Atalanta, 4 Chievo, 26 Lecce, 18 Grosseto, 159 Bari, 119 Ternana                                                                              |
| 32   | Belgio (bandiera)                        | Jean François Gillet   | 357      | -    | 11       | 1999-2000, 2001-2009, 2015                                                  | 37 Monza, 260 Bari, 44 Treviso, 16 Catania |
| 32   | Italia (bandiera)                        | Michelangelo Rampulla  | 357      | -    | 10       | 1980-1989, 1990-1991                                                        | 96 Varese, 73 Cesena, 188 Cremonese |
| 35   | Italia (bandiera)                        | Leonardo Grosso        | 355      | -    | 13       | 1965-1978                                                                   | 140 Genoa, 99 Perugia, 93 SPAL, 23 Modena |
| 36   | Italia (bandiera)                        | Achille Fraschini      | 354      | 84   | 13       | 1953-1955, 1956-1962, 1963-1965, 1966-1969                                  | 8 Verona, 60 Brescia, 95 Monza, 32 Messina, 63 Napoli, 96 Padova                                                                                 |
| 37   | Italia (bandiera)                        | Antonio Caracciolo     | 353      | 12   | 12       | 2011-2013, 2014-2017, 2018-                                                 | 31 Gubbio, 92 Brescia, 47 Verona, 29 Cremonese, 154 Pisa*                                                                                        |
| 38   | Italia (bandiera)                        | Camillo Ciano          | 350      | 92   | 12       | 2011-2018, 2019-2023                                                        | 103 Crotone, 13 Padova, 17 Avellino, 67 Cesena, 131 Frosinone, 19 Benevento                                                                      |
| 38   | Italia (bandiera)                        | Raffaele Pucino        | 350      | 16   | 13       | 2011-2013, 2014-2021, 2022-                                                 | 65 Varese, 32 Pescara, 20 Virtus Lanciano, 13 Avellino, 36 Vicenza, 48 Salernitana, 49 Ascoli, 87 Bari*                                          |
| 40   | Italia (bandiera)                        | Mirko Eramo            | 349      | 21   | 15       | 2006-2007, 2008-2009, 2010-2013, 2014-2016, 2017, 2017-2018, 2019-2023      | 7 Bari, 16 Piacenza, 103 Crotone, 14 Empoli, 24 Ternana, 37 Trapani, 14 Benevento, 43 Virtus Entella, 91 Ascoli                                  |
| 41   | Italia (bandiera)                        | Riccardo Brosco        | 348      | 19   | 13       | 2009-2022                                                                   | 30 Triestina, 22 Pescara, 22 Ternana, 128 Latina, 27 Carpi, 93 Ascoli, 26 L.R. Vicenza                                                           |
| 41   | Italia (bandiera)                        | Damiano Longhi         | 348      | 33   | 12       | 1986-1994, 1997-2001                                                        | 34 Modena, 201 Padova, 36 Pescara, 28 Castel di Sangro, 49 Treviso                                                                               |
| 41   | Italia (bandiera)                        | Daniele Martinelli     | 348      | 7    | 14       | 2000-2001, 2002-2015                                                        | 26 Torino, 12 Siena, 27 Ternana, 250 Vicenza, 33 Trapani                                                                                         |
| 41   | Italia (bandiera)                        | Pasquale Schiattarella | 348      | 18   | 12       | 2008-2013, 2014-2017, 2019-2020, 2021-2023                                  | 58 Ancona, 99 Livorno, 31 Spezia, 17 Bari, 35 Latina, 36 SPAL, 54 Benevento, 18 Parma                                                            |
| 41   | Italia (bandiera)                        | Elio Vanara            | 348      | 12   | 14       | 1960-1964, 1965-1975                                                        | 109 Alessandria, 50 Genoa, 189 Perugia |
| 46   | Italia (bandiera)                        | Marco Calderoni        | 346      | 10   | 14       | 2007-2010, 2010-2011, 2012-2019, 2020-2022                                  | 50 Piacenza, 19 Ascoli, 43 Grosseto, 66 Bari, 38 Latina, 69 Novara, 45 Lecce, 16 L.R. Vicenza                                                    |
| 46   | Italia (bandiera)                        | Manuel Iori            | 346      | 43   | 10       | 2008-2009, 2010-2014, 2016-2021                                             | 208 Cittadella, 39 Livorno, 37 Torino, 46 Padova, 16 Cesena                                                                                      |
| 46   | Italia (bandiera)                        | Aladino Valoti         | 346      | 13   | 11       | 1986-1987, 1988-1991, 1993-1996, 1998-1999, 1999-2002                       | 34 Parma, 38 Sambenedettese, 68 Brescia, 35 Vicenza, 65 Verona, 23 Lucchese, 59 Cosenza, 24 Palermo                                              |
| 49   | Italia (bandiera)                        | Daniele Cacia          | 345      | 134  | 15       | 2000-2001, 2002-2003, 2003-2005, 2005-2008, 2009-2013, 2014-2015, 2015-2018 | 125 Piacenza, 27 Reggina, 33 Padova, 39 Verona, 38 Bologna, 67 Ascoli, 16 Cesena                                                                 |
| 50   | Venezuela (bandiera) · Italia (bandiera) | Massimo Margiotta      | 344      | 91   | 13       | 1994-1999, 2001-2003, 2004-2010                                             | 42 Pescara, 19 Lecce, 18 Reggiana, 175 Vicenza, 34 Piacenza, 56 Frosinone                                                                        |

## Classifica dei calciatori militanti in Serie B
Di seguito l'elenco dei 20 calciatori militanti nella Serie B 2024-2025 che hanno raccolto più presenze.
| Pos. |                    | Nome               | Presenze | Reti | Stagioni | Periodo                                                      | Squadre |
| ---- | ------------------ | ------------------ | -------- | ---- | -------- | ------------------------------------------------------------ | --- |
| 1    | Italia (bandiera)  | Stefano Pettinari  | 367      | 70   | 15       | 2010-2011, 2011-2016, 2017-                                  | 100 Crotone, 22 Latina, 50 Pescara, 11 Vicenza, 14 Como, 58 Ternana, 35 Lecce, 35 Trapani, 11 Benevento, 31 Reggiana* |
| 2    | Italia (bandiera)  | Antonio Caracciolo | 353      | 12   | 12       | 2011-2013, 2014-2017, 2018-2025                              | 31 Gubbio, 92 Brescia, 47 Verona, 29 Cremonese, 154 Pisa*                                                             |
| 3    | Italia (bandiera)  | Raffaele Pucino    | 350      | 16   | 13       | 2011-2013, 2014-2021, 2022-                                  | 65 Varese, 32 Pescara, 20 Virtus Lanciano, 13 Avellino, 36 Vicenza, 48 Salernitana, 49 Ascoli, 87 Bari*               |
| 4    | Italia (bandiera)  | Raffaele Maiello   | 323      | 17   | 12       | 2011-2015, 2017-2018, 2019-2022, 2022-                       | 100 Crotone, 30 Ternana, 136 Frosinone, 57 Bari*                                                                      |
| 5    | Italia (bandiera)  | Massimo Coda       | 314      | 135  | 10       | 2007-2008, 2015-2017, 2018-2020, 2020-                       | 80 Salernitana, 63 Benevento, 72 Lecce, 31 Genoa, 35 Cremonese, 30 Sampdoria*                                         |
| 6    | Italia (bandiera)  | Luca Garritano     | 312      | 30   | 11       | 2013-2014, 2015-2017, 2018-2023, 2024-2025                   | 92 Cesena, 21 Modena, 19 Carpi, 31 Cosenza*, 69 Chievo, 80 Frosinone                                                  |
| 7    | Italia (bandiera)  | Alessio Vita       | 300      | 16   | 10       | 2015-2018, 2019-2025                                         | 77 Vicenza, 31 Cesena, 192 Cittadella*                                                                                |
| 8    | Italia (bandiera)  | Lorenzo Dickmann   | 297      | 13   | 10       | 2013-2014, 2015-2018, 2019-2025                              | 92 Novara, 32 Chievo, 101 SPAL, 72 Brescia*                                                                           |
| 9    | Libia (bandiera)   | Ahmad Benali       | 294      | 38   | 11       | 2012-2016, 2017-2018, 2018-2020, 2021-                       | 92 Brescia, 50 Pescara, 62 Crotone, 14 Pisa, 76 Bari*                                                                 |
| 10   | Italia (bandiera)  | Alessandro Salvi   | 280      | 15   | 11       | 2010-2012, 2016-2025                                         | 31 AlbinoLeffe, 146 Cittadella*, 21 Palermo, 50 Frosinone, 31 Ascoli                                                  |
| 11   | Italia (bandiera)  | Alessandro Micai   | 278      | 0    | 11       | 2014-2022, 2023-2025                                         | 99 Bari, 70 Salernitana, 16 Reggina, 93 Cosenza*                                                                      |
| 11   | Italia (bandiera)  | Salvatore Molina   | 278      | 14   | 11       | 2013-2014, 2015-2017, 2017-2020, 2021-2022, 2023, 2024-      | 36 Modena, 11 Carpi, 16 Cesena, 12 Perugia, 39 Avellino, 82 Crotone, 17 Monza, 13 Bari, 52 Südtirol*                  |
| 13   | Italia (bandiera)  | Nicola Bellomo     | 273      | 26   | 10       | 2008-2009, 2011-2013, 2014, 2015-2017, 2018-2019, 2020-      | 135 Bari*, 20 Spezia, 12 Ascoli, 42 Vicenza, 1 Salernitana, 63 Reggina                                                |
| 13   | Italia (bandiera)  | Simone Romagnoli   | 273      | 8    | 11       | 2011-2012, 2013-2015, 2016-2018, 2018-2021, 2022-2023, 2024- | 28 Pescara, 14 Spezia, 97 Carpi, 82 Empoli, 35 Brescia, 6 Parma, 11 Sampdoria*                                        |
| 15   | Italia (bandiera)  | Dimitri Bisoli     | 271      | 31   | 8        | 2016-2019, 2020-2025                                         | 271 Brescia* |
| 15   | Uruguay (bandiera) | César Falletti     | 271      | 35   | 9        | 2013-2017, 2018-2019, 2021-                                  | 195 Ternana, 32 Palermo, 17 Cremonese, 27 Bari*                                                                       |
| 17   | Italia (bandiera)  | Francesco Bardi    | 270      | 0    | 8        | 2010-2011, 2011-2013, 2016-2018, 2019-2021, 2023-            | 34 Livorno, 35 Novara, 135 Frosinone, 65 Reggiana*                                                                    |
| 17   | Italia (bandiera)  | Leonardo Mancuso   | 270      | 82   | 9        | 2014-2015, 2017-2021, 2022-                                  | 14 Cittadella, 69 Pescara, 75 Empoli, 16 Monza, 32 Como, 26 Palermo, 38 Mantova*                                      |
| 19   | Italia (bandiera)  | Nicolò Brighenti   | 266      | 10   | 11       | 2012-2013, 2014-2018, 2019-2022, 2023-                       | 87 Vicenza, 118 Frosinone, 61 Catanzaro*                                                                              |
| 20   | Italia (bandiera)  | Stefano Moreo      | 262      | 37   | 11       | 2014-2015, 2016, 2017-2025                                   | 8 Virtus Entella, 20 Venezia, 46 Palermo, 46 Empoli, 57 Brescia, 85 Pisa*                                             |

## Classifica delle presenze in Serie B con un'unica squadra
In grassetto sono indicati i calciatori tuttora militanti in Serie B con la squadra in oggetto.
| Pos. | Nazione           | Nome                 | Pres. | Reti | Stagioni | Anni                                                  | Squadra  |
| ---- | ----------------- | -------------------- | ----- | ---- | -------- | ----------------------------------------------------- | -------- |
| 1    | Italia (bandiera) | Giovanni Udovicich   | 383   | 8    | 14       | 1957-1962, 1965-1968, 1970-1976                       | Novara   |
| 2    | Italia (bandiera) | Giampiero Ceccarelli | 343   | 5    | 11       | 1968-1973, 1977-1981, 1983-1985                       | Cesena   |
| 3    | Italia (bandiera) | Renato Braglia       | 314   | 0    | 10       | 1940-1941, 1942-1943, 1949-1957                       | Modena   |
| 4    | Italia (bandiera) | Michele Gelsi        | 304   | 45   | 9        | 1989-1992, 1994-2000                                  | Pescara  |
| 5    | Italia (bandiera) | Egidio Salvi         | 296   | 20   | 12       | 1963-1965, 1970-1980                                  | Brescia  |
| 6    | Italia (bandiera) | Luigi Bernardi       | 292   | 9    | 10       | 1929-1939                                             | Verona   |
| 7    | Italia (bandiera) | Fulvio Saini         | 290   | 9    | 10       | 1980-1981, 1982-1986, 1988-1990, 1992-1994, 1997-1998 | Monza    |
| 8    | Italia (bandiera) | Andrea Caracciolo    | 284   | 132  | 9        | 2008-2010, 2012-2018                                  | Brescia  |
| 9    | Italia (bandiera) | Armando Perna        | 283   | 1    | 9        | 2004-2007, 2007-2013                                  | Modena   |
| 10   | Italia (bandiera) | Roberto Paci         | 276   | 105  | 9        | 1990-1999                                             | Lucchese |

## Record di presenze per squadra
| Club              | Nome                          | Presenze | Periodo                                               |
| ----------------- | ----------------------------- | -------- | ----------------------------------------------------- |
| Acireale          | Carmine Amato                 | 75       | 1993-1995                                             |
| Albalatrastevere  | Luigi Vultaggio               | 32       | 1946-1947                                             |
| AlbinoLeffe       | Marco Gori                    | 176      | 2003-2008                                             |
| Alessandria       | Giovanni Bigando              | 181      | 1935-1936, 1937-1943                                  |
| Alzano Virescit   | Alex Calderoni                | 38       | 1999-2000                                             |
| Ancona            | Massimo Gadda                 | 167      | 1988-1992, 1993-1994                                  |
| Arezzo            | Benvenuto Vergani             | 212      | 1969-1975                                             |
| Arsenaltaranto    | Renzo Merlin                  | 32       | 1946-1947                                             |
| Ascoli            | Daniele Di Donato             | 207      | 2007-2013                                             |
| Atalanta          | Francesco Simonetti           | 204      | 1929-1937, 1938-1939                                  |
| Avellino          | Luigi Castaldo                | 165      | 2013-2018                                             |
| Bari              | Jean François Gillet          | 260      | 2001-2003, 2004-2009                                  |
| Barletta          | Fabrizio Fioretti             | 69       | 1987-1989                                             |
| Benevento         | Gaetano Letizia               | 121      | 2018-2020, 2021-2023                                  |
| Biellese          | Giuseppe Vannucci             | 44       | 1946-1947                                             |
| Bologna           | Giancarlo Marocchi            | 147      | 1982-1983, 1984-1988                                  |
| Bolzano           | Carlo Bettin                  | 34       | 1947-1948                                             |
| Brescia           | Egidio Salvi                  | 292      | 1963-1965, 1970-1980                                  |
| Brindisi          | Mario Cantarelli              | 122      | 1972-1976                                             |
| Cagliari          | Luigi Piras                   | 188      | 1976-1979, 1983-1987                                  |
| Campobasso        | Mario Goretti                 | 176      | 1982-1987                                             |
| Carpi             | Fabrizio Poli                 | 148      | 2013-2015, 2016-2019                                  |
| Carrarese         | Leto Prunecchi                | 65       | 1946-1948                                             |
| Casale            | Giordano Roggero              | 89       | 1929-1930, 1934-1935, 1938-1939                       |
| Casertana         | Pasquale Suppa                | 36       | 1991-1992                                             |
| Castel di Sangro  | Luca D'Angelo                 | 62       | 1996-1998                                             |
| Catania           | Rino Rado                     | 212      | 1966-1970, 1971-1973                                  |
| Catanzaro         | Adriano Banelli               | 270      | 1967-1971, 1972-1976, 1977-1978                       |
| Cavese            | Giuseppe Pavone               | 111      | 1981-1984                                             |
| Centese           | Alessandro Gamberini          | 34       | 1947-1948                                             |
| Cesena            | Giampiero Ceccarelli          | 344      | 1968-1973, 1977-1981, 1983-1985                       |
| Chievo            | Maurizio D'Angelo             | 213      | 1994-2001                                             |
| Cittadella        | Manuel Iori                   | 208      | 2008-2009, 2016-2021                                  |
| Como              | Claudio Correnti              | 256      | 1969-1975, 1976-1978                                  |
| Cosenza           | Luigi Marulla                 | 246      | 1989-1997                                             |
| Crema             | Antonio Piloni                | 72       | 1946-1948                                             |
| Cremonese         | Mario Montorfano              | 244      | 1977-1978, 1981-1984, 1985-1989, 1990-1991, 1992-1993 |
| Crotone           | Antonio Galardo               | 241      | 2004-2007, 2009-2015                                  |
| Derthona          | Giovanni Nizzi                | 62       | 1930-1931, 1933-1935                                  |
| Empoli            | Mirko Valdifiori              | 198      | 2008-2014                                             |
| Fanfulla          | Natale Dalcerri               | 165      | 1946-1948, 1952-1954                                  |
| Feralpisalò       | Semuel Pizzignacco            | 38       | 2023-2024                                             |
| Fermana           | Guido Di Fabio                | 35       | 1999-2000                                             |
| Fidelis Andria    | Roberto Cappellacci           | 132      | 1992-1996, 1997-1998                                  |
| Fiorentina        | Giuseppe Galluzzi             | 59       | 1929-1931                                             |
| Fiumana           | Romeo Milinovich              | 31       | 1929-1930                                             |
| Foggia            | Giovanni Pirazzini            | 255      | 1967-1970, 1971-1973, 1974-1976, 1978-1979            |
| Forlì             | Giorgio Da Costa              | 37       | 1946-1947                                             |
| Frosinone         | Federico Dionisi              | 151      | 2014-2015, 2016-2018, 2019-2021                       |
| Gallaratese       | Luigi Tornaghi                | 77       | 1946-1948                                             |
| Gallipoli         | Manuel Mancini                | 38       | 2009-2010                                             |
| Genoa             | Gennaro Ruotolo               | 252      | 1995-2002                                             |
| Grion Pola        | Armando Vatta                 | 46       | 1932-1934                                             |
| Grosseto          | Luigi Consonni                | 140      | 2007-2012                                             |
| Gubbio            | Antonio Donnarumma            | 37       | 2011-2012                                             |
| Gubbio            | Daniel Ciofani                | 37       | 2011-2012                                             |
| Juventus          | Federico Balzaretti           | 37       | 2006-2007                                             |
| Juventus          | Alessandro Birindelli         | 37       | 2006-2007                                             |
| Juventus          | Gianluigi Buffon              | 37       | 2006-2007                                             |
| Juve Stabia       | Adriano Mezavilla             | 100      | 2011-2014, 2019-2020                                  |
| La Dominante      | Ettore Fontana                | 33       | 1929-1930                                             |
| La Dominante      | Dario Gay                     | 33       | 1929-1930                                             |
| La Dominante      | Carlo Gianelli                | 33       | 1929-1930                                             |
| L.R. Vicenza      | Daniele Martinelli            | 250      | 2005-2012                                             |
| L’Aquila          | Giovanni Battioni             | 85       | 1934-1937                                             |
| L’Aquila          | Bruno Rossi                   | 85       | 1934-1937                                             |
| Latina            | Riccardo Brosco               | 128      | 2013-2017                                             |
| Lazio             | Diego Zanetti                 | 135      | 1961-1963, 1967-1969                                  |
| Lecce             | Carmelo Miceli                | 264      | 1977-1985, 1986-1987                                  |
| Lecco             | Giovanni Sacchi               | 244      | 1958-1959, 1962-1966, 1967-1969, 1972-1973            |
| Legnano           | Luciano Lupi                  | 253      | 1946-1951, 1952-1953, 1954-1957                       |
| Licata            | Francesco La Rosa             | 72       | 1988-1990                                             |
| Liguria           | Vittorio Profumo              | 32       | 1930-1931, 1940-1941                                  |
| Livorno           | Andrea Luci                   | 228      | 2010-2013, 2014-2016, 2018-2020                       |
| Lucchese          | Roberto Paci                  | 276      | 1990-1999                                             |
| Macerata          | Aldo Valli                    | 34       | 1940-1941                                             |
| Magenta           | Mario Longoni                 | 34       | 1947-1948                                             |
| Mantova           | Emiliano Tarana               | 178      | 2005-2010                                             |
| Marzotto Valdagno | Neri Sacchiero                | 197      | 1954-1961                                             |
| Massese           | Francesco Zana                | 37       | 1970-1971                                             |
| MATER             | Nicola Pieri                  | 32       | 1942-1943                                             |
| Matera            | Adriano Casiraghi             | 35       | 1979-1980                                             |
| Messina           | Angelo Stucchi                | 190      | 1958-1963, 1965-1967                                  |
| Mestrina          | Manlio Bertolin               | 37       | 1946-1947                                             |
| Mestrina          | Elio Borsetto                 | 37       | 1946-1947                                             |
| Mestrina          | Bruno De Lazzari              | 37       | 1946-1947                                             |
| Milan             | Sergio Battistini             | 74       | 1980-1981, 1982-1983                                  |
| Modena            | Renato Braglia                | 314      | 1940-1941, 1942-1944, 1949-1957                       |
| Molinella         | Gino Medola                   | 33       | 1939-1940                                             |
| Monfalconese CNT  | Gino De Biasi                 | 90       | 1930-1933                                             |
| Monza             | Fulvio Saini                  | 290      | 1980-1981, 1982-1986, 1988-1990, 1992-1994, 1997-1998 |
| Napoli            | Pierluigi Ronzon              | 109      | 1961-1962, 1963-1965                                  |
| Nocerina          | Luigi Castaldo                | 42       | 2011-2012                                             |
| Novara            | Giovanni Udovicich            | 383      | 1957-1962, 1965-1968, 1970-1976                       |
| Padova            | Damiano Longhi                | 201      | 1987-1989, 1990-1994                                  |
| Palermo           | Mauro Di Cicco                | 238      | 1976-1984                                             |
| Parma             | Ivo Cocconi                   | 200      | 1954-1962                                             |
| Pavia             | Luigi Parodi                  | 66       | 1953-1955                                             |
| Perugia           | Elio Vanara                   | 189      | 1968-1974                                             |
| Pescara           | Michele Gelsi                 | 305      | 1989-1992, 1994-2000                                  |
| Piacenza          | Luigi Riccio                  | 231      | 2003-2009                                             |
| Piombino          | Luigi Coeli                   | 80       | 1951-1954                                             |
| Pisa              | Enzo Loni                     | 212      | 1946-1952                                             |
| Pistoiese         | Sergio Borgo                  | 173      | 1977-1980, 1981-1984                                  |
| Pordenone         | Roberto Zammarini             | 81       | 2019-2020, 2020-2022                                  |
| Portogruaro       | Francesco Rossi               | 39       | 2010-2011                                             |
| Portogruaro       | Eros Schiavon                 | 39       | 2010-2011                                             |
| Potenza           | Vincenzo Rosito               | 160      | 1963-1968                                             |
| Prato             | Renato Targioni               | 130      | 1957-1959, 1960-1962                                  |
| Pro Gorizia       | Enzo Bearzot                  | 73       | 1946-1948                                             |
| Pro Patria        | Giuseppe Taglioretti          | 220      | 1956-1957, 1960-1966                                  |
| Pro Sesto         | Francesco Meregalli           | 118      | 1947-1950                                             |
| Pro Vercelli      | Umberto Germano               | 158      | 2012-2013, 2014-2018                                  |
| Ravenna           | Giuseppe Pregnolato           | 151      | 1996-2001                                             |
| Reggiana          | Giampiero Grevi               | 225      | 1958-1959, 1961-1970                                  |
| Reggina           | Bruno Jacoboni                | 175      | 1967-1974                                             |
| Rieti             | Ermes Borsetti                | 59       | 1946-1948                                             |
| Rimini            | Adrián Ricchiuti              | 161      | 2005-2009                                             |
| Roma              | Amos Cardarelli               | 37       | 1951-1952                                             |
| Roma              | Arcadio Venturi               | 37       | 1951-1952                                             |
| Salernitana       | Luca Fusco                    | 182      | 1997-1998, 1999-2003, 2008-2010                       |
| Sambenedettese    | Luigi Cagni                   | 229      | 1978-1980, 1981-1987                                  |
| Sampierdarenese   | Mario Bossi                   | 65       | 1932-1934                                             |
| Sampdoria         | Mauro Ferroni                 | 185      | 1977-1982                                             |
| Sanremese         | Mario Ghiglione               | 94       | 1937-1940                                             |
| Sassuolo          | Francesco Magnanelli          | 190      | 2008-2013                                             |
| Savoia            | Renato Ghezzi                 | 57       | 1946-1948                                             |
| Savona            | Erminio Rosso                 | 80       | 1940-1943                                             |
| Scafatese         | Antonio Punzi                 | 65       | 1946-1948                                             |
| Seregno           | Aldo Boffi                    | 134      | 1933-1935, 1946-1949, 1950-1951                       |
| Sestrese          | Pier Luigi Alvigini           | 42       | 1946-1947                                             |
| Siena             | Ubaldo Passalacqua            | 161      | 1938-1942                                             |
| Siracusa          | Luciano Cavaleri              | 196      | 1946-1953                                             |
| Sorrento          | Giuseppe Bruscolotti          | 36       | 1971-1972                                             |
| Sorrento          | Dante Lodrini                 | 36       | 1971-1972                                             |
| SPAL              | Giulio Boldrini               | 166      | 1968-1969, 1973-1977                                  |
| Spezia            | Pasquale Farina               | 209      | 1929-1931, 1932-1935, 1936-1938, 1940-1941            |
| Südtirol          | Raphael Odogwu                | 105      | 2022-                                                 |
| Suzzara           | Ermelindo Bonilauri           | 66       | 1946-1948                                             |
| Taranto           | Ivan Romanzini                | 259      | 1969-1977                                             |
| Ternana           | Massimo Borgobello            | 164      | 1998-1999, 2000-2004                                  |
| Torino            | Marco Ferrante                | 146      | 1996-1999, 2000-2001, 2003-2004                       |
| Trani             | Giuseppe Galvanin             | 71       | 1964-1966                                             |
| Trapani           | Luca Pagliarulo               | 159      | 2013-2017, 2019-2020                                  |
| Treviso           | Sergio Realini                | 152      | 1950-1955                                             |
| Triestina         | Maurizio Costantini           | 215      | 1983-1988, 1989-1991                                  |
| Udinese           | Walter D'Odorico              | 167      | 1930-1932, 1939-1943, 1946-1948                       |
| Varese            | Franco Salvadè                | 171      | 1977-1978, 1980-1985                                  |
| Venezia           | Gianni Grossi                 | 166      | 1960-1961, 1963-1966, 1967-1968                       |
| Verona            | Luigi Bernardi                | 292      | 1929-1939                                             |
| Viareggio         | Leone Della Latta             | 105      | 1933-1937                                             |
| Vigevano          | Ugo Bonzano                   | 113      | 1931-1936                                             |
| Virtus Entella    | Michele Pellizzer             | 151      | 2015-2018, 2019-2021                                  |
| Virtus Lanciano   | Antonio Aquilanti             | 129      | 2012-2016                                             |
| Virtus Lanciano   | Domenico Di Cecco             | 129      | 2012-2016                                             |
| Vita Nova         | Giovanni Battista Fracassetti | 34       | 1947-1948                                             |
| Vogherese         | Arcangelo Zerbini             | 62       | 1946-1948                                             |

## Classifica di panchine in Serie B
Di seguito è riportata la classifica dei 20 allenatori che nella storia della Serie B del campionato italiano di calcio hanno collezionato più panchine. L'elenco tiene conto dei campionati a partire dalla stagione campionato 1929-1930, compresi i campionati disputati a più gironi (1933-1934, 1934-1935, 1946-1947 e 1947-1948), ma non il campionato di Serie B-C Alta Italia 1945-1946. In grassetto sono riportati gli allenatori tuttora militanti in Serie B, in corsivo gli allenatori attivi militanti in serie diversa.
| Pos. |                      | Nome               | Presenze | Stagioni | Periodo                                                                                | Squadre |
| ---- | -------------------- | ------------------ | -------- | -------- | -------------------------------------------------------------------------------------- | --- |
| 1    | Italia (bandiera)    | Fabrizio Castori   | 567      | 16       | 2004-2015, 2016-2021, 2022-                                                            | 189 Cesena, 67 Salernitana, 14 Piacenza, 59 Ascoli, 37 Varese, 5 Reggina, 117 Carpi, 22 Trapani, 35 Perugia, 22 Südtirol*                                                                    |
| 2    | Italia (bandiera)    | Guido Mazzetti     | 565      | 19       | 1946-1948, 1958-1960, 1964-1965, 1967-1976, 1978-1979, 1980-1981, 1982-1984, 1984-1985 | 46 Siracusa, 66 Parma, 16 Livorno, 192 Perugia, 38 Reggina, 74 Catania, 75 Taranto, 42 Monza, 16 Sambenedettese                                                                              |
| 3    | Italia (bandiera)    | Eugenio Fascetti   | 547      | 16       | 1978-1979, 1980-1985, 1986-1991, 1993-1995, 1996-1997, 2001-2002, 2003-2004            | 130 Varese, 76 Lecce, 76 Lazio, 25 Avellino, 38 Torino, 38 Verona, 70 Lucchese, 38 Bari, 18 Vicenza, 38 Como                                                                                 |
| 4    | Italia (bandiera)    | Nedo Sonetti       | 517      | 18       | 1981-1984, 1987-1992, 1993-1994, 1996-1997, 1998-2003, 2004-2005, 2008-2010            | 76 Sambenedettese, 38 Atalanta, 62 Udinese, 23 Avellino, 38 Ascoli, 28 Bologna, 27 Monza, 29 Cremonese, 38 Lecce, 73 Brescia, 14 Salernitana, 21 Cagliari, 16 Palermo, 31 Catania, 3 Vicenza |
| 5    | Italia (bandiera)    | Bruno Bolchi       | 501      | 21       | 1977-1978, 1980-1981, 1984-1985, 1986-1988, 1989-2005                                  | 11 Pistoiese, 18 Atalanta, 38 Bari, 114 Cesena, 21 Arezzo, 44 Reggina, 35 Brescia, 28 Avellino, 38 Lecce, 59 Lucchese, 19 Monza, 23 Genoa, 30 Ternana, 6 Messina, 17 Catanzaro               |
| 6    | Italia (bandiera)    | Luigi Simoni       | 491      | 16       | 1974-1976, 1978-1981, 1984-1993, 2000-2001, 2002-2004, 2011-2012                       | 115 Genoa, 76 Brescia, 76 Pisa, 38 Lazio, 33 Empoli, 15 Cosenza, 38 Cremonese, 8 Torino, 38 Ancona, 33 Napoli, 21 Gubbio                                                                     |
| 7    | Italia (bandiera)    | Lauro Toneatto     | 448      | 14       | 1967-1973, 1974-1975, 1976-1982, 1984-1985                                             | 154 Bari, 69 Pisa, 54 Foggia, 55 Cagliari, 31 Sambenedettese, 31 Sampdoria, 38 Pistoiese, 16 Taranto                                                                                         |
| 8    | Italia (bandiera)    | Emiliano Mondonico | 424      | 14       | 1981-1984, 1985-1986, 1987-1988, 1994-1995, 1998-1999, 2001-2004, 2005-2007, 2009-2011 | 121 Cremonese, 76 Atalanta, 38 Torino, 36 Cosenza, 20 Fiorentina, 133 AlbinoLeffe |
| 9    | Italia (bandiera)    | Vincenzo Guerini   | 420      | 15       | 1983-1985, 1986-1992, 1993-1994, 1996-1997, 1998-2000, 2001-2003, 2005-2006            | 76 Empoli, 28 Bologna, 49 Catanzaro, 26 Brescia, 152 Ancona, 29 Reggina, 40 Ternana, 11 Siena, 9 Catania                                                                                     |
| 10   | Italia (bandiera)    | Enzo Riccomini     | 413      | 14       | 1973-1974, 1976-1989                                                                   | 38 Ternana, 30 Ascoli, 179 Pistoiese, 43 Sampdoria, 83 Arezzo, 7 Barletta, 33 Sambenedettese                                                                                                 |
| 11   | Italia (bandiera)    | Attilio Tesser     | 412      | 11       | 2003-2005, 2007-2008, 2010-2011, 2012-2016, 2017-2018, 2019-2021, 2022-                | 88 Triestina, 27 Mantova, 54 Novara, 63 Ternana, 37 Avellino, 37 Cremonese, 68 Pordenone, 38 Modena                                                                                          |
| 12   | Italia (bandiera)    | Attilio Perotti    | 392      | 16       | 1985-1989, 1991-1992, 1993-2000, 2001-2003, 2011-2012                                  | 100 Genoa, 25 Piacenza, 38 Cesena, 38 Fidelis Andria, 34 Ancona, 38 Verona, 19 Perugia, 14 Reggiana, 38 Ravenna, 44 Bari, 4 Livorno                                                          |
| 13   | Argentina (bandiera) | Hugo Lamanna       | 389      | 12       | 1953-1965                                                                              | 246 Como, 139 Monza, 4 Bari |
| 14   | Italia (bandiera)    | Claudio Foscarini  | 382      | 11       | 1999-2000, 2008-2016, 2017-2019                                                        | 38 Alzano Virescit, 294 Cittadella, 35 Pro Vercelli, 9 Avellino, 6 Padova |
| 15   | Italia (bandiera)    | Walter Novellino   | 376      | 14       | 1995-1998, 1999-2001, 2002-2003, 2009-2015, 2016-2018                                  | 2 Perugia, 38 Ravenna, 38 Venezia, 38 Napoli, 38 Piacenza, 38 Sampdoria, 10 Reggina, 36 Livorno, 79 Modena, 59 Avellino                                                                      |
| 16   | Italia (bandiera)    | Angelo Piccioli    | 375      | 14       | 1949-1953, 1954-1957, 1959-1960, 1961-1966, 1967-1968                                  | 191 Verona, 145 Lecco, 9 Reggiana, 30 Atalanta |
| 17   | Italia (bandiera)    | Luigi Cagni        | 374      | 13       | 1991-1993, 1994-1995, 1997-2002, 2003-2005, 2008-2009, 2011-2013, 2016-2017            | 160 Piacenza, 27 Verona, 34 Genoa, 32 Salernitana, 42 Sampdoria, 20 Catanzaro, 6 Parma, 26 Vicenza, 15 Spezia, 12 Brescia                                                                    |
| 18   | Italia (bandiera)    | Renzo Ulivieri     | 370      | 11       | 1978-1980, 1981-1982, 1984-1986, 1990-1991, 1993-1994, 1995-1996, 1998-1999, 2005-2007 | 38 Ternana, 76 Vicenza, 33 Sampdoria, 55 Cagliari, 38 Modena, 95 Bologna, 35 Napoli |
| 19   | Italia (bandiera)    | Gian Piero Ventura | 366      | 11       | 1994-1995, 1996-1998, 1999-2000, 2002-2004, 2006-2009, 2011-2012, 2019-2020            | 17 Venezia, 38 Lecce, 92 Cagliari, 38 Sampdoria, 24 Verona, 77 Pisa, 42 Torino, 38 Salernitana                                                                                               |
| 20   | Italia (bandiera)    | Gianni Di Marzio   | 362      | 12       | 1973-1976, 1979-1983, 1984-1985, 1988-1992                                             | 20 Brindisi, 107 Catanzaro, 38 Genoa, 67 Lecce, 38 Catania, 30 Padova, 31 Cosenza, 31 Palermo                                                                                                |

## Record di panchine per squadra
| Club              | Allenatore             | Presenze | Periodo                         |
| ----------------- | ---------------------- | -------- | ------------------------------- |
| Acireale          | Giuseppe Papadopulo    | 38       | 1994-1995                       |
| Acireale          | Fausto Silipo          | 38       | 1993-1994                       |
| Alba Roma         | Orlando Tognotti       | 32       | 1946-1947                       |
| AlbinoLeffe       | Emiliano Mondonico     | 133      | 2005-2007, 2009-2011            |
| Alessandria       | Albert Flatley         | 84       | 1948-1950                       |
| Alzano Virescit   | Claudio Foscarini      | 38       | 1999-2000                       |
| Ancona            | Vincenzo Guerini       | 152      | 1989-1992, 1993-1994            |
| Arezzo            | Dino Ballacci          | 114      | 1970-1973                       |
| Arsenaltaranto    | Guglielmo Borgo        | 32       | 1946-1947                       |
| Ascoli            | Massimo Silva          | 110      | 2004-2006, 2011-2013            |
| Atalanta          | Stefano Colantuono     | 84       | 2005-2006, 2010-2011            |
| Avellino          | Massimo Rastelli       | 84       | 2013-2015                       |
| Bari              | Enrico Catuzzi         | 158      | 1978-1979, 1980-1983, 1986-1988 |
| Barletta          | Gesualdo Albanese      | 53       | 1988-1990                       |
| Benevento         | Fabio Caserta          | 44       | 2021-2022                       |
| Biellese          | Mario Sperone          | 42       | 1946-1947                       |
| Bologna           | Renzo Ulivieri         | 95       | 1995-1996, 2005-2007            |
| Bolzano           | Renato Bottaccini      | 34       | 1947-1948                       |
| Brescia           | Luigi Bonizzoni        | 182      | 1950-1952, 1953-1954, 1961-1963 |
| Brindisi          | Luís Vinício           | 38       | 1972-1973                       |
| Cagliari          | Mario Tiddia           | 97       | 1977-1979, 1983-1984            |
| Campobasso        | Antonio Pasinato       | 76       | 1982-1984                       |
| Carpi             | Fabrizio Castori       | 117      | 2014-2015, 2016-2017, 2018-2019 |
| Carrarese         | Imre Payer             | 42       | 1946-1947                       |
| Casale            | Eraldo Patrucco        | 42       | 1946-1947                       |
| Casertana         | Giuseppe Materazzi     | 21       | 1991-1992                       |
| Castel di Sangro  | Osvaldo Jaconi         | 65       | 1996-1998                       |
| Catania           | Carmelo Di Bella       | 174      | 1958-1960, 1971-1973, 1976-1977 |
| Catanzaro         | Gianni Di Marzio       | 107      | 1974-1976, 1988-1989            |
| Cavese            | Pietro Santin          | 76       | 1981-1983                       |
| Centese           | Francesco Boriani      | 34       | 1947-1948                       |
| Cesena            | Fabrizio Castori       | 189      | 2004-2008, 2017-2018            |
| Chievo            | Alberto Malesani       | 114      | 1994-1997                       |
| Cittadella        | Claudio Foscarini      | 294      | 2008-2015                       |
| Como              | Hugo Lamanna           | 246      | 1953-1960                       |
| Cosenza           | Paolo Todeschini       | 85       | 1961-1964                       |
| Crema             | Guido Dossena          | 42       | 1946-1947                       |
| Cremonese         | József Bánás           | 189      | 1930-1931, 1933-1935, 1948-1951 |
| Crotone           | Massimo Drago          | 145      | 2011-2015                       |
| Derthona          | Ottavio Piccinini      | 87       | 1930-1931, 1933-1935            |
| Empoli            | Silvio Baldini         | 143      | 1999-2002, 2008-2009            |
| Fanfulla          | Giuseppe Marchi        | 102      | 1938-1941                       |
| Feralpisalò       | Marco Zaffaroni        | 28       | 2023-2024                       |
| Fermana           | Ivo Iaconi             | 33       | 1999-2000                       |
| Fidelis Andria    | Giorgio Rumignani      | 57       | 1992-1993, 1998-1999            |
| Fiorentina        | Gyula Feldmann         | 68       | 1929-1931                       |
| Fiumana           | Angelo Piccaluga       | 34       | 1941-1942                       |
| Fiumana           | Imre Pozsonyi          | 34       | 1929-1930                       |
| Foggia            | Héctor Puricelli       | 81       | 1971-1972, 1980-1982            |
| Forlì             | Umberto Zanolla        | 40       | 1946-1947                       |
| Frosinone         | Fabio Grosso           | 84       | 2021-2023                       |
| Gallaratese       | Aldo Biffi             | 42       | 1946-1947                       |
| Gallipoli         | Giuseppe Giannini      | 30       | 2009-2010                       |
| Genoa             | Luigi Simoni           | 115      | 1974-1976, 1980-1981, 1987-1988 |
| Grion Pola        | Giorgio Cidri          | 32       | 1932-1933                       |
| Grosseto          | Elio Gustinetti        | 66       | 2010-2011, 2012-2013            |
| Gubbio            | Luigi Simoni           | 21       | 2011-2012                       |
| Juventus          | Didier Deschamps       | 40       | 2006-2007                       |
| Juve Stabia       | Piero Braglia          | 115      | 2011-2014                       |
| La Dominante      | Augusto Rangone        | 34       | 1929-1930                       |
| L.R. Vicenza      | Angelo Gregucci        | 121      | 2006-2009                       |
| L’Aquila          | Attilio Buratti        | 37       | 1935-1937                       |
| Latina            | Roberto Breda          | 53       | 2013-2015                       |
| Lazio             | Eugenio Fascetti       | 76       | 1986-1988                       |
| Lecce             | Eugenio Fascetti       | 76       | 1983-1985                       |
| Lecco             | Angelo Piccioli        | 145      | 1959-1960, 1962-1966, 1967-1968 |
| Legnano           | Ugo Innocenti          | 218      | 1949-1951, 1952-1953, 1954-1957 |
| Licata            | Aldo Cerantola         | 38       | 1989-1990                       |
| Liguria           | Adolfo Baloncieri      | 34       | 1940-1941                       |
| Liguria           | Karl Rumbold           | 34       | 1930-1931                       |
| Livorno           | Mario Magnozzi         | 62       | 1935-1937, 1955-1956            |
| Lucchese          | Eugenio Fascetti       | 70       | 1993-1995                       |
| Macerata          | Gino Rossetti          | 34       | 1940-1941                       |
| Magenta           | Gyula Polgár           | 34       | 1947-1948                       |
| Mantova           | Gustavo Giagnoni       | 100      | 1968-1971                       |
| Marzotto Valdagno | Imre Senkey            | 104      | 1956-1959, 1960-1961            |
| Massese           | Umberto Pinardi        | 26       | 1970-1971                       |
| MATER             | Mario Migliorini       | 32       | 1942-1943                       |
| Matera            | Francesco Di Benedetto | 38       | 1979-1980                       |
| Messina           | Umberto Mannocci       | 116      | 1961-1963, 1967-1968            |
| Mestrina          | Virginio Rosetta       | 40       | 1946-1947                       |
| Milan             | Ilario Castagner       | 38       | 1982-1983                       |
| Modena            | Leandro Remondini      | 168      | 1965-1967, 1969-1972            |
| Molinella         | Pietro Genovesi        | 34       | 1939-1940                       |
| Monfalconese CNT  | Károly Csapkay         | 34       | 1931-1932                       |
| Monfalconese CNT  | Otto Krappan           | 34       | 1929-1930                       |
| Monfalconese CNT  | Rudolf Soutschek       | 34       | 1930-1931                       |
| Monza             | Alfredo Magni          | 232      | 1976-1980, 1983-1986            |
| Napoli            | Eraldo Monzeglio       | 42       | 1949-1950                       |
| Napoli            | Edoardo Reja           | 42       | 2006-2007                       |
| Nocerina          | Gaetano Auteri         | 40       | 2011-2012                       |
| Novara            | Carlo Parola           | 152      | 1970-1974                       |
| Padova            | Humberto Rosa          | 136      | 1965-1969                       |
| Palermo           | Fernando Veneranda     | 135      | 1976-1979, 1980-1981, 1985-1986 |
| Parma             | Mario Genta            | 93       | 1960-1963                       |
| Pavia             | Gipo Poggi             | 68       | 1953-1955                       |
| Perugia           | Guido Mazzetti         | 192      | 1968-1974                       |
| Pescara           | Giovanni Galeone       | 149      | 1986-1989, 1990-1992, 1999-2001 |
| Piacenza          | Luigi Cagni            | 160      | 1991-1993, 1994-1995, 2003-2004 |
| Piombino          | Fioravante Baldi       | 36       | 1951-1952                       |
| Pisa              | József Ging            | 216      | 1936-1938, 1939-1943            |
| Pistoiese         | Enzo Riccomini         | 179      | 1977-1980, 1982-1984            |
| Pordenone         | Attilio Tesser         | 68       | 2019-2021                       |
| Portogruaro       | Andrea Agostinelli     | 25       | 2010-2011                       |
| Potenza           | Egizio Rubino          | 76       | 1963-1965                       |
| Prato             | Ferruccio Valcareggi   | 72       | 1957-1959                       |
| Pro Gorizia       | Giacomo Blason         | 40       | 1946-1947                       |
| Pro Patria        | Pietro Magni           | 76       | 1960-1962                       |
| Pro Sesto         | Eraldo Monzeglio       | 76       | 1947-1949                       |
| Pro Vercelli      | Ivo Fiorentini         | 96       | 1936-1939                       |
| Ravenna           | Sergio Santarini       | 62       | 1997-1999, 2000-2001            |
| Reggiana          | Romolo Bizzotto        | 190      | 1965-1970                       |
| Reggina           | Tommaso Maestrelli     | 116      | 1965-1968                       |
| Rieti             | Ermes Borsetti         | 66       | 1946-1948                       |
| Rimini            | Leonardo Acori         | 116      | 2005-2008                       |
| Roma              | Giuseppe Viani         | 38       | 1951-1952                       |
| Salernitana       | Delio Rossi            | 76       | 1994-1995, 1997-1998            |
| Sambenedettese    | Marino Bergamasco      | 146      | 1974-1976, 1977-1978, 1979-1980 |
| Sampierdarenese   | Hermann Felsner        | 31       | 1932-1934                       |
| Sampdoria         | Giorgio Canali         | 43       | 1977-1979                       |
| Sampdoria         | Enzo Riccomini         | 43       | 1980-1982                       |
| Sanremese         | Renato Cattaneo        | 34       | 1939-1940                       |
| Sanremese         | Filippo Pascucci       | 34       | 1938-1939                       |
| Sassuolo          | Andrea Mandorlini      | 42       | 2008-2009                       |
| Sassuolo          | Eusebio Di Francesco   | 42       | 2012-2013                       |
| Sassuolo          | Fulvio Pea             | 42       | 2011-2012                       |
| Sassuolo          | Stefano Pioli          | 42       | 2009-2010                       |
| Savoia            | Dario Gay              | 34       | 1947-1948                       |
| Savona            | György Orth            | 68       | 1940-1942                       |
| Scafatese         | Secondo Roggero        | 66       | 1946-1948                       |
| Seregno           | Giuseppe Mandelli      | 74       | 1947-1948, 1950-1951            |
| Sestrese          | Ferenc Hirzer          | 42       | 1946-1947                       |
| Siena             | Alberto Macchi         | 208      | 1939-1943, 1946-1948            |
| Siracusa          | Mario Perazzolo        | 92       | 1949-1952                       |
| Sorrento          | Pasquale Atripaldi     | 23       | 1971-1972                       |
| SPAL              | Mario Caciagli         | 129      | 1973-1975, 1978-1980            |
| Spezia            | Wilmas Wilhelm         | 111      | 1932-1935                       |
| Südtirol          | Pierpaolo Bisoli       | 50       | 2022-2024                       |
| Suzzara           | Federico Allasio       | 40       | 1946-1947                       |
| Taranto           | Giovanni Seghedoni     | 86       | 1976-1977, 1979-1981            |
| Ternana           | Corrado Viciani        | 76       | 1968-1969, 1971-1972            |
| Torino            | Ezio Rossi             | 86       | 2003-2005                       |
| Trani             | Felice Arienti         | 31       | 1964-1966                       |
| Trapani           | Roberto Boscaglia      | 72       | 2013-2015                       |
| Treviso           | Gianfranco Bellotto    | 114      | 1997-2000                       |
| Triestina         | Enzo Ferrari           | 114      | 1985-1988                       |
| Udinese           | Nedo Sonetti           | 62       | 1987-1989                       |
| Varese            | Pietro Maroso          | 190      | 1972-1974, 1975-1978            |
| Venezia           | Carlo Alberto Quario   | 144      | 1956-1959, 1960-1961            |
| Verona            | Angelo Piccioli        | 191      | 1949-1953, 1954-1957            |
| Viareggio         | Euro Riparbelli        | 93       | 1934-1937                       |
| Vigevano          | Ugo Bonzano            | 66       | 1931-1933                       |
| Virtus Entella    | Alfredo Aglietti       | 75       | 2014-2016, 2017-2018            |
| Virtus Lanciano   | Roberto D'Aversa       | 66       | 2014-2016                       |
| Vita Nova         | Secondo Lanfranco      | 34       | 1947-1948                       |
| Vogherese         | Renato Pasturenti      | 76       | 1946-1948                       |